# 鸡冠乡
鸡冠乡，是中华人民共和国吉林省延边朝鲜族自治州汪清县下辖的一个乡镇级行政单位。

## 行政区划
鸡冠乡下辖以下地区：
鸡冠村、鸡鸣村、影壁村、太安村、大北村、腰营村、公家村、新民村、吉兴村、张家村、桦皮村、伙家村和剌牙沟村。